# 마이너 스렛

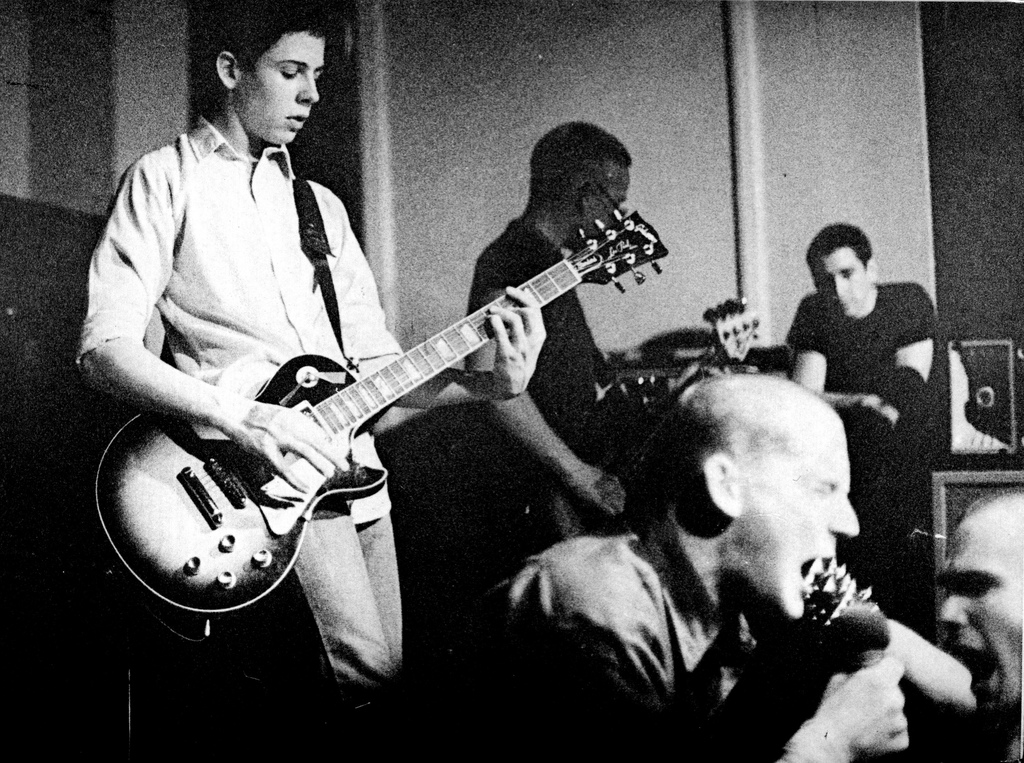
Minor Threat (1981년)

마이너 스렛(Minor Threat)은 1980년에 결성되어 워싱턴 D.C.를 중심으로 활동하였던 미국의 하드코어 펑크 밴드이다.

## 디스코그래피
- Out of Step (음반)
- Complete Discography